# Catàleg Abell
El catàleg Abell de cúmuls rics de galàxies és un catàleg de tot el cel de 4.073 cúmuls rics de galàxies d'un desplaçament cap al roig nominal z ≤ 0,2. Aquest catàleg complementa una revisió de George Ogden Abell anomenada originalment "Investigació del Nord", de 1958, on només hi havia 2.712 cúmuls, amb 1.361 cúmuls més - l'"Estudi del Sud" de 1989 - de les parts de l'hemisferi sud celeste que s'havia omès en la investigació anterior.

## Investigació del nord
El catàleg original de 2.712 cúmuls rics de galàxies es va publicar el 1958 per George Ogden Abell (1927-83), que llavors estudiava a l'Institut Tecnològic de Califòrnia. El catàleg, que va formar part de la tesi doctoral d'Abell, va ser preparat per mitjà d'una inspecció visual de les plaques de color vermell 103a-E de la Investigació del Cel de Palomar (POSS, Palomar Sky Survey, en anglès), de les que Abell va ser un dels principals observadors. A. G. Wilson, un altre dels principals observadors, amb l'assistència d'Abell que en les etapes inicials de la investigació realitzava una inspecció rutinària de les plaques així com es produïen. Després de la realització de la investigació, Abell tornà a inspeccionar les plaques de forma més detallada. En ambdós casos la inspecció es va realitzar amb una lent d'augment 3.5x.
Per poder figurar en el catàleg, un cúmul havia de complir quatre criteris: 
- Riquesa: Un cúmul ha de tenir una població mínima de 50 membres dins d'un interval de magnitud de m3 a m3+2 (on m3 és la magnitud de la tercer membre més brillant del cúmul). Per tal de garantir un marge correcte o evitar errors, aquest criteri no es va aplicar rigorosament, i el catàleg final inclou molts dels cúmuls amb menys de cinquanta membres (encara que aquests van ser exclosos de l'estudi estadístic annex a l'Abell). El catàleg va ser dividit en sis grups segons la seva riquesa, depenent del nombre de galàxies en un cúmul determinat que es troben dins del rang de magnitud de m3 a m3 +2 (el nombre mitjà de galàxies per cúmul per a tot el catàleg era de 64): 
  - Grup 0: 30-49 galàxies
  - Grup 1: 50-79 galàxies
  - Grup 2: 80-129 galàxies
  - Grup 3: 130-199 galàxies
  - Grup 4: 200-299 galàxies
  - Grup 5: més de 299 galàxies

- Compacitat: Un cúmul ha de ser prou compacte de forma que els seus cinquanta o més membres estiguin dins els límits d'un "recompte segons el ràdio" del centre del cúmul. Aquest ràdio, que ara es coneix com el "ràdio d'Abell," es pot definir com 1,72/z minuts d'arc, on z és el desplaçament cap al roig del cúmul, o com 1,5h-1 Mpc, on la constant de Hubble se suposa ser H0=100 km s-1 Mpc-1, i h és un paràmetre d'escala adimensional que generalment pren un valor entre 0,5 i 1. h = H0/100. El valor exacte del ràdio d'Abell depèn del valor d'aquest paràmetre h. Per h = 0,75 (igual que H0 = 75 km s-1 Mpc-1), el ràdio d'Abell és de 2 megaparsecs. Això és més del doble de l'estimació donada per Abell el 1958, quan es pensava H0 era d'uns 180 km s-1Mpc-1.

- Distància: Un cúmul que té un desplaçament cap al roig nominal d'entre 0,02 i 0,2 (és a dir, una velocitat de recés d'entre 6.000 i 60.000 km/s). Suposant H0= 180 km s-1Mpc-1, aquests valors corresponen a distàncies d'uns 33 i 330 Mpc respectivament, però utilitzant l'actual estimació de H0 (uns 71 km s-1 Mpc-1) els límits superior i inferior d'Abell són de fet uns 85 i 850 Mpc. Des d'aleshores, s'ha demostrat que molts dels cúmuls del catàleg són més remots encara que això, alguns estan tan lluny com z = 0,4 (uns 1.700 Mpc). Abell dividí els cúmuls en set "grups de distància", d'acord amb les magnituds del seu desè membre més brillant: 
  - Grup 1: mag 13,3-14,0
  - Grup 2: mag 14,1-14,8
  - Grup 3: mag 14,9-15,6
  - Grup 4: mag 15,7-16,4
  - Grup 5: mag 16,5-17,2
  - Grup 6: mag 17,3-18,0
  - Grup 7: mag > 18,0

- Latitud galàctica: Àrees a prop de la Via Làctia van ser excloses de l'estudi a causa del fet que la densitat d'estrelles en els camps—per no parlar d'enfosquiment interestel·lar—feia difícil identificar positivament cúmuls de galàxies. Igual que el criteri de riquesa, aquest no s'aplica amb rigor, diversos grups en o a prop del pla galàctic estan inclosos en el catàleg d'Abell qui es va mostrar satisfet a causa del fet que es tractava de veritables cúmuls que van complir amb els altres criteris.

En la publicació original del catàleg els cúmuls s'enumeren en ordre creixent d'ascensió recta. Les coordenades equatorials (ascensió recta i declinació) van ser donades segons l'equinocci de 1855 (l'època del Bonner Durchmusterung) i les coordenades galàctiques de 1900.
A la llista de cúmul també es va incloure:
- La taxa de precessió del cúmul
- La magnitud del desè membre més brillant del cúmul
- La distància de grup del cúmul
- La riquesa de grup del cúmul

## Investigació del sud
La cobertura del cel del catàleg de 1958 es limitava a declinacions nord de -27 °, el límit sud de POSS. Per corregir aquesta i altres deficiències, el catàleg més tard va ser revisat i complementat amb un nou catàleg — la "Investigació del Sud" — dels cúmuls rics de galàxies a partir de les parts de l'hemisferi sud celeste que s'havien omès en el catàleg original.
La investigació del sud afegeix 1.361 cúmuls rics a l'estudi del nord original d'Abell. Les profundes plaques IIIa-J de la Investigació del Cel del Sud (Southern Sky Survey, abreujat: SSS) van ser utilitzades en l'estudi. Aquestes plaques fotogràfiques van ser preses amb el telescopi Schmidt d'1,2 metres de l'Observatori Siding Spring, Austràlia, del Regne Unit en la dècada de 1970. Abell començà l'estudi durant un any sabàtic a Edimburg el 1976. Allà es va allistar a l'ajuda de Harold G. Corwin de la Universitat d'Edimburg, qui va continuar treballant en el catàleg fins a 1981, moment en el qual es va incorporar al Departament d'Astronomia de la Universitat de Texas. Per llavors, aproximadament la meitat de la investigació s'havia completat. Un document sobre la investigació del sud va ser llegit en un simposi el 1983, aproximadament un mes abans de la mort d'Abell, el catàleg es va acabar per Ronald P. Olowin de la Universitat d'Oklahoma, i va ser publicat el 1989.
Abell i Corwin treballaren a partir de les plaques originals emmagatzemades a l'Observatori Reial d'Edimburg, examinant-les visualment amb una lupa de gran angular 3x; Olowin utilitzà còpies de pel·lícula d'alta qualitat, ambdues van ser inspeccionades amb una lupa 7x i de forma automàtica amb un aparell que les va digitalitzar a contrallum.
Els criteris per a la inclusió en l'estudi del nord d'Abell es mantenen, així com les classificacions d'Abell de "riquesa" i "distància" — però les classes de distància ara es defineixen en termes de desplaçament al roig en comptes de magnitud. Com abans, els cúmuls es van incloure si hi havia almenys trenta galàxies brillants, ja que no fer això hauria suposat la possibilitat d'eliminar genuïns cúmuls rics (és a dir, cúmuls amb un mínim de cinquanta membres brillants). L'estudi del sud manté el sistema de designació ideat per Abell per al seu catàleg original, amb els números a partir de 2713 fins a 4076. (El catàleg conté tres entrades duplicades: A3208 = A3207, A3833 = A3832, i A3897 =A2462). Les coordenades equatorials segueixen els equinoccis de 1950 i 2000, mentre que les coordenades galàctiques es calculen a partir de les coordenades equatorials de 1950.
El catàleg original d'Abell — revisat, corregit i actualitzat — es va incloure en un document de 1989, com a Suplement Abell, un catàleg suplementari de 1.174 cúmuls de la Investigació del Sud que no són prou rics o són molt llunyans per ser inclosos en el catàleg principal.

## Format
El model utilitzat per referir-se a cúmuls d'Abell és: Abell X, on X és un nombre d'1 a 4076. Per exemple, Abell 1656. Els formats alternatius poden ser: ABCG 1656, AC 1656; ACO 1656; A 1656, i A1656. Abell mateix preferia aquesta última, però en els últims anys ACO 1656 s'ha convertit en el format preferit pels astrònoms professionals i és el recomanat pel Centre de Dades astronòmiques d'Estrasburg (vegeu SIMBAD).

## Cúmuls d'Abell interessants
Alguns membres interessants del catàleg d'Abell són:
- Abell 426, el Cúmul de Perseu
- Abell 1367, el Cúmul de Lleó
- Abell 1656, el Cúmul de Coma
- Abell 2151, el Cúmul d'Hèrcules
- Abell 3526, el Cúmul de Centaure

Aproximadament el 10% dels cúmuls d'Abell amb un desplaçament al roig z < 0,1 no són veritables cúmuls rics, sinó més aviat el resultat de la superposició de cúmuls escampats.